# Narcissus jonquilla
Narcissus jonquilla es una especie de planta bulbosa perteneciente a la familia de las amarilidáceas que es endémica de España y Portugal. 

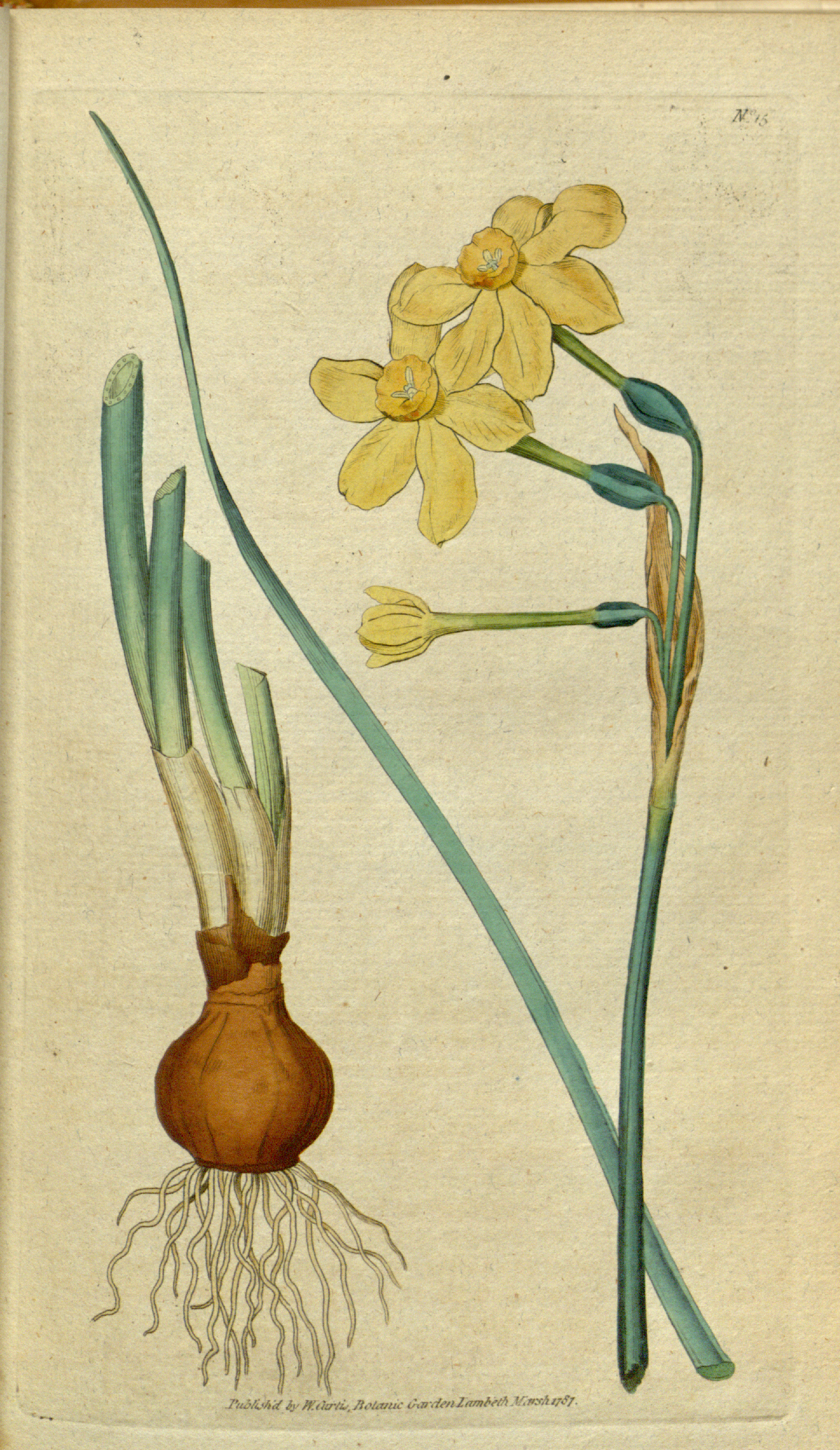
Ilustración

## Descripción
Es una planta perenne que alcanza un tamaño de 20-50 cm de altura, con un gran bulbo. Las hojas son de color verde, en forma de barras, lineales, subcilíndricas, un poco canaliculadas. Las flores fragantes, 2-5 se producen en una umbela, flexible, con espata ancha, ligeramente superior a los tallos durante la floración. El fruto en forma de cápsula oval.

## Distribución
Es originaria de España y Portugal. Se encuentra en el sur y el oeste de la Provenza; y naturalizada en toda la región mediterránea.

## Propiedades
Es una de las especies de Narciso utilizada para obtener el aceite esencial que se usa como perfume.

## Taxonomía
Narcissus jonquilla fue descrita por Carlos Linneo y publicado en Species Plantarum 1: 290, en el año 1753.
Citología
Número de cromosomas de Narcissus jonquilla (Fam. Amaryllidaceae) y táxones infraespecíficos: 2n=14
Etimología
Narcissus nombre genérico que hace referencia  del joven narcisista de la mitología griega Νάρκισσος (Narkissos) hijo del dios río Cephissus y de la ninfa Leiriope; que se distinguía por su belleza. 
El nombre deriva de la palabra griega: ναρκὰο, narkào (= narcótico) y se refiere al olor penetrante y embriagante de las flores de algunas especies (algunos sostienen que la palabra deriva de la palabra persa نرگس y que se pronuncia Nargis, que indica que esta planta es embriagadora). 
jonquilla: epíteto
Variedades aceptadas
- Narcissus jonquilla subsp. cordubensis (Fern.Casas) Zonn.
- Narcissus jonquilla subsp. fernandesii (Pedro) Zonn.
- Narcissus jonquilla subsp. jonquilla
- Narcissus jonquilla subsp. jonquilloides Baker

Sinonimia
- Hermione jonquilla (L.) Haw.
- Hermione juncifolia (Salisb.) Salisb.
- Jonquilla juncifolia Fourr.
- Narcissus juncifolius Salisb.
- Queltia jonquilla (L.) Herb.
- Queltia juncifolia (Salisb.) Herb.
- Tityrus jonquilla (L.) Salisb.[5]

## Nombre común
- Castellano: alhelías, campanita, campanita de la Virgen, candeleros, candeleros de las riberas, candeleros del diablo, junquillo, junquillo amarillo, junquillo bueno, junquillo de olor, junquillo menor, junquillo oloroso, junquillos, junquito, manolas, narciso, narciso toledano, vara de Joseph.[6]